# 前峰尾
前峰尾，是臺灣高雄市左營區、鼓山區交界地帶的一個傳統地域名稱，位於左營區南部中央、鼓山區北部中央。相較於今日行政區，其範圍大致包括左營區的海勝里、果貿里、果惠里、果峰里、自助里不含西北部邊界地帶、崇實里南部略偏東側凸出部分，以及鼓山區的鼓峰里不含西南端、雄峰里不含西部邊界地帶及東南端、自強里中部略偏北並向東北延伸至邊界的山谷地區。
本地區境內主要聚落為前峰尾、大道公，設有海青工商、永清國小。

## 歷史
台灣日治初期，前峰尾地區為一街庄，稱為「前峰尾庄」（舊制街庄），隸屬於興隆內里。該庄昔日北及東北與埤仔頭庄為鄰，東南邊、南邊及西邊南段為內惟庄，西邊北段為桃仔園庄。
1901年（日治明治三十四年）11月11日，全台廢縣廳改設二十廳，該庄隸屬於鳳山廳。1904年（明治三十七年）5月3日，該庄編入「埤仔頭區」，隸屬於鳳山廳。1909年（明治四十二年）10月25日，全台合併二十廳為十二廳，埤仔頭區改隸屬於臺南廳。1920年（大正九年）10月1日，全台地方制度大改正，廢十二廳改設五州二廳，該庄改制為「前峰尾」大字，隸屬於高雄州高雄郡左營庄（新制街庄）。1924年（大正十三年）12月25日，高雄郡廢郡，左營庄改隸屬於岡山郡。1940年（昭和十五年）10月1日，左營庄廢庄，本地區改隸屬於州轄高雄市。
戰後高雄市改制為省轄高雄市，大字亦改制為里。1946年（民國35年），高雄市劃分為10個區，本地區拆開而分別隸屬於左營區、鼓山區。1979年（民國68年）7月1日，高雄市升格為院轄高雄市。2010年（民國99年）12月25日，高雄縣、市合併為現今院轄高雄市。

## 聚落
本地區發展較早的聚落為前峰尾、大道公，在日治初期的官方地圖上已有記載。

## 交通
台鐵縱貫線是台灣西部南北向鐵路幹線，經過本地區東南部邊界地帶，並設有內惟車站。該站屬簡易站，僅停靠區間車；由此可前往台鐵沿線各站。
省道台17線又稱「西部濱海公路」，是甲南至水底寮的幹道，經過本地區東南部邊界地帶北至中段。由該道路北行可前往左營區左營市區、楠梓區、橋頭區西南端、梓官區等地；南行可前往三民區、前金區、前金區/新興區交界地帶、苓雅區、前鎮區等地。

## 學校
- 海青工商
- 永清國小

## 公務機關
- 高雄市政府警察局左營分局啟文派出所
- 高雄市政府消防局第二大隊左營消防分隊